# 何來
何來（英語：Ho Loy，1965年—），香港本土行動成員，曾經參與2006年保留舊中環天星碼頭事件及2007年保留皇后碼頭事件，其後亦多次就香港規劃及發展等議題提出司法覆核。

## 事跡

### 被告刑事毀壞
何來在2006年保留舊中環天星碼頭事件衝突中，曾用刀界破地盤圍幕，事後刑事毀壞罪成，被判罰120小時社會服務令。她表示割爛帆布是要引起工人注意即時停止清拆工程，而控方在庭上播出當日的片段所見，何來是先爬上棚架然後用刀割爛帆布。法官表示何來在警員面前進行破壞是目無法紀，指出她在進行保育活動的同時也要用和平的方式。何來不服判決並擬向高等法院提出上訴，但被駁回，法官潘敏琪斥責她「捍衛理想為由，譁眾取寵為實」。

### 參選區議會
在原任區議員何秀蘭不競逐連任的情形下，何來決定出戰2007年香港區議會選舉觀龍選區，對手是2003年被何秀蘭擊敗的民建聯副主席葉國謙。何來一度獲何秀蘭支持其作為接棒人，但其後卻因不讓女兒上學一事遭撤回支持。最後，何來和另一位獨立人士梁劍琴，都未能勝出。（得票：葉國謙2702票勝；何來315票；梁劍琴162票）

### 參選立法會補選

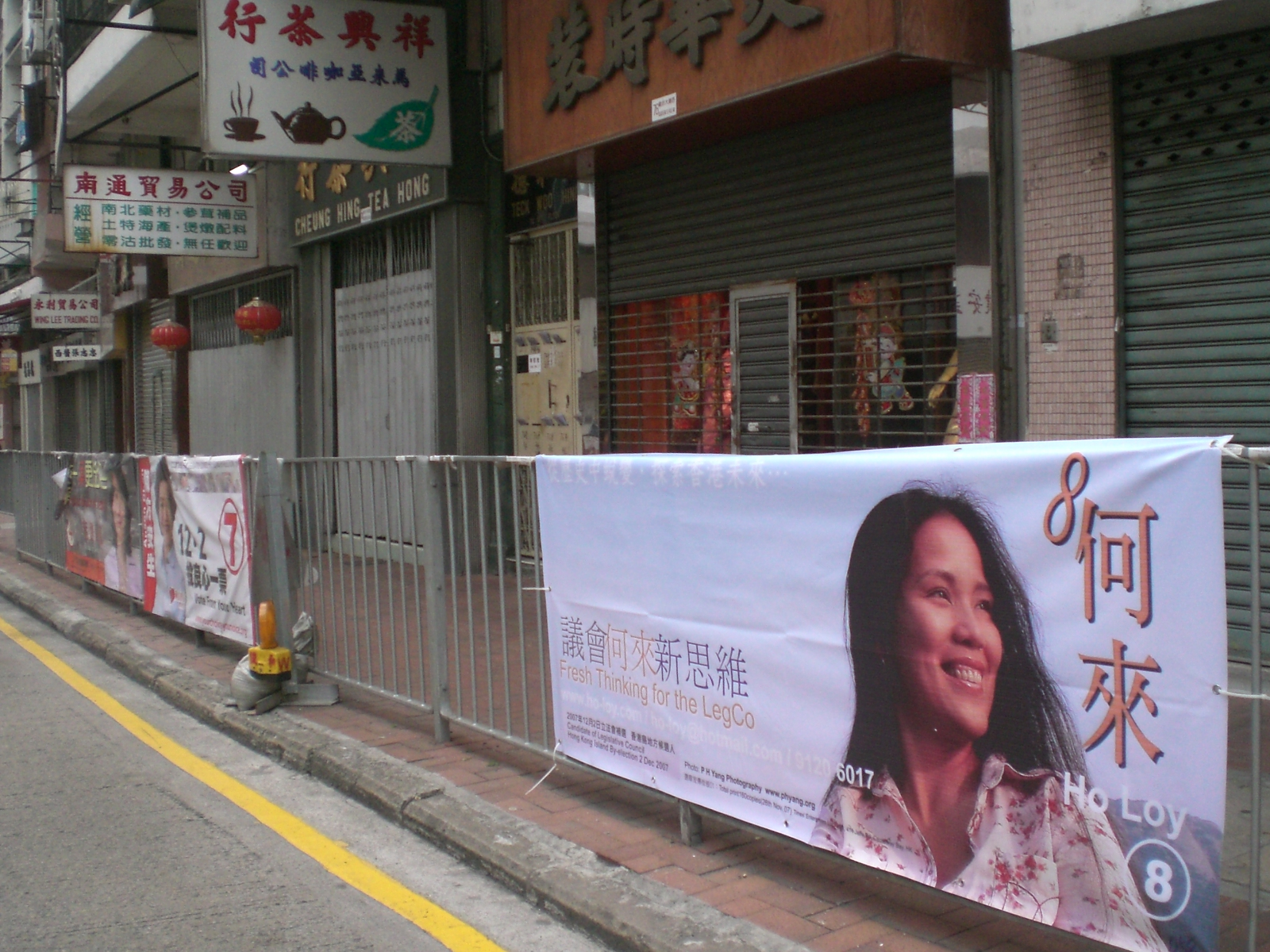
何來的競選欄杆橫額

何來在2007年10月9日於舊中環天星碼頭遺址宣佈以獨立人士身份參加2007年香港立法會港島選區補選，成為繼前政務司司長陳方安生、前保安局長葉劉淑儀後，第三個宣佈有意角逐的人士。
她表示參選原因是因為對在10月7日的撐普選遊行當中，陳方安生中途離隊去理髮，感到傷心，故此決定參選，以期令市民有更多選擇。何來並承認此事可以說是對另一位候選人陳方安生在遊行中途離去恤髮的不滿，表示推動陳太參選的人士亦需負責。而她的政綱是「一步一腳印」。
何來在補選中得1,593票落敗，在8名候選人排第4。她表示泛民動用告急策略，使投她的票流失給陳方安生，又聲言其女性化打扮成功招徠一些男性選民，為意外收穫。

### 委托聾啞老婦反對中環街市活化
2013年，市建局計劃把三級歷史建築物中環街市活化為「漂浮綠洲」，最終採用創智建築師有限公司（AGC DESIGN LTD）的方案，在頂層加建大型玻璃屋，內設天台花園，令中環街市由原先23米增至40.5米，同年7月獲城規會批准加高，但有市民在同年10月入稟提出司法覆核，要求推翻城市規劃委員會決定。原訴人鄭靄儀在自行撰寫的申請書指出，城市規劃委員會在審批計劃時，沒有顯示其審批過程曾經考慮中環街市的歷史古蹟的面貌、元素及結構的保護，而市區重建局在申請發展中環街市計劃中，引用「輕微放寬高度限制」的做法，及其申請所放寬的高度，做法違反城規條例。《太陽報》記者為深入了解申請人反對該計劃的原因，到申請人住所採訪，發現申請人為一名64歲的聾啞婆婆，她向記者透露，在背後協助她入稟的人是多次就規劃發展議題提出司法覆核的何來。

### 就《香港國際機場2030規劃大綱》申請司法覆核
何來和本土行動秘書長譚棨禧透過法律援助署申請法律援助後，於2015年2月6日入稟高等法院申請司法覆核，指控《香港國際機場2030規劃大綱》法定環境影響評估未符合法定研究概要及技術備忘錄的要求，並且其結果是建基於無實據的假設，因此要求法院將之撤銷。

## 爭議事件

### 不合作地面對社會服務令
何來參與「保衛天星」活動期間破壞地盤帆布，被裁定刑毀罪成判處120小時社會服務令。但她以「無錢出城」（沒錢付路途費）及社署支援不足為由缺席遲到，並4次缺席會見感化官，被法庭通緝。後來何來出庭解釋自己以6000元綜援為生，須支付屋租及償還銀行借貸5萬元，無法支付由大嶼山「出城」的100元車費，並強調自己的困境反映社會資源不足的問題。法官指社會服務令等同被判監，不容討價還價。 又指有關服務令正常應在18周內完成，警告若她不能完成就要收監。何來最後同意五月前完成服務令。

### 抗拒香港教育制度
何來的女兒過去在國際學校就讀，學費由一名德國朋友支持。但何來2007年表示對方近年因不再付費，所以女兒未能繼續升學，唯有「安排導師在家教導女兒」。何來表示並不是她不讓女兒上學，而是要尊重女兒意願，又謂「女兒很抗拒公立學校」，但又未找到「適當的學校」。她稱，女兒沒有上學不等如沒有學習，相反「上學不等於有學習」，又將問題歸咎於「學校選區有問題，建制派不斷殺校，不再有好學校」。原支持何來參選區議會的何秀蘭曾勸她讓女兒上學不果，最終決定不再支持何來參與區議會選舉。香港實施強迫性九年免費教育，除非申請在家教學，否則父母不讓子女上學可能違反法例。

### 與梅窩的關係
在「正生書院遷入梅窩的爭議中，何來表明反對正生進駐南約區中學，認為學額須要先照顧島上學童，並表示政府漠視了自己女兒的教育需要；有反對聲音指出何來本身從來不願意讓女兒入讀主流學校，而梅窩亦有不少家長寧願子女出市區上學也不讓他們原區就讀，收生不足才是南約區中學遭到「殺校」的原因；另外，每逢梅窩有動土工程，何來便會出來反對，指環境生態及寧靜被破壞。但今次她卻罕有地表示政府一直給予梅窩太少設施，使梅窩邊緣化。

### 申領綜緩資格成疑
就其女兒過去就讀國際學校，有時事評論員認為何來經濟不致於貧窮，實不應該無止境地要求別人接濟。報章專欄作家李純恩批評，她要友人「贊助」把女兒送進昂貴的國際學校，沒錢也堅持不入讀主流學校的做法和想法。另一方面，由於何來是綜援的受助人，同時她在不同平台如網上電台發聲是有收入的，且經常參與社運工作，即代表她的工作能力。因此，有網民認為何來應該自食其力積極求職，停止申領綜援。

### 聲稱有人殺狗取肉
2017年11月，何來在「動物生命糾察隊」的臉書專頁發文，並貼出圖片顯示食肆外放有一隻已被斬去頭部和四肢的動物屍體，認為該屍體乃屬狗隻，指控元朗裕榮徑的食肆「文樂小炒」懷疑劏狗和出售狗肉，事件惹來網民熱議。後來食環署檢驗後，該樣本的羊肉測試結果呈陽性。事後引來網上迴響，有網民質疑何來是否有對動物有專業的認知，並斥責何來誹謗該食肆，批評她事後拒絕作出任何道歉。
同月，何來上電視解話，暗指自己疑被內容農場信息誤導。何來接受了電視廣播有限公司節目《東張西望》訪問，交代事件始末，她指當時在WhatsApp群組收到相關圖片，覺得事態嚴重，又強調有屍體放在街上，是嚴重的冒犯。她說之後將圖片交給動物專家查證，當中包括三個獸醫及一個獸醫學生，他們都覺得屍體像狗。對於化驗報告顯示可疑的肉是羊，何來仍然質疑可信性，她認為證書不能證明是同一具屍體的化驗樣本。在被問及為何不親身向受害者道歉，她表示因為自己是素食主義者故不方便當面道歉。受害者陳伯表示不接受何來道歉：「我接受不了，我的苦衷，我這麼多天住在這裡多麼艱難，天天哭，天天走出去怕被人打......你們在網上說了甚麼？教授，甚麼都有，你們要誣衊我到甚麼時候，你知不知道我有多辛苦？」陳伯的女兒亦有出鏡亦不太接受何來的道歉，因為還歸咎於她爸爸將屍體（羊肉）放在門口。

## 外部連結
- Facebook：何來 Ho Loy （页面存档备份，存于）
- YouTube：《本土／空間》訪談系列 - 何來 （页面存档备份，存于）